# Ugo Portal
Pour les articles homonymes, voir Portal.
Ugo Portal, né le 10 février 1998 à Tarbes, est un skieur de vitesse français.

## Biographie
Il est le frère du skieur de vitesse Robin Portal.
Licencié au Ski Club Gavarnie - Gèdre, il remporte plusieurs titres de Champion de France dans les catégories jeunes, notamment les Benjamins en 2011, les Minimes en 2012 et les U16 en 2014. En 2015, il prend la 3e place de la Coupe du Monde Junior. Il intègre alors l'équipe de France. En 2016, il prend à nouveau la 3e place de la Coupe du monde Junior. L'année suivante en 2017, il remporte cette Coupe du Monde Junior et le 25 mars  2017 il est sacré Champion du monde Junior à Idrefjäll.
En 2018, il fait ses débuts dans la catégorie-reine S1 (Speed One). En 2019, il est à nouveau sacré Champion du monde Junior, le 23 mars à Vars.
Le 6 mars 2020, il réalise son premier top-ten en Coupe du monde S1 en prenant la 8e place de l'épreuve de Idrefjäll. Il termine à la 9e place du classement général.
Le 12 mars 2021 il améliore sa meilleure performance en Coupe du monde en prenant la 6e place de l'épreuve d'Idrefjäll. Il prend la 7e place du classement général. 
Le 11 février 2022, il réalise son premier podium en Coupe du monde à Salla, remportant ainsi la troisième place aux côtés de Bastien Montès (2) et Simone Origone (1). Avec 4 tops-5 dont un podium, il termine à un très bon 5e rang au classement général de la coupe du monde 2022.
En mars 2023, à l'occasion des championnats du monde à Vars où il se classe à nouveau 13e, il pulvérise son record personnel en le portant à 243,440 km/h. Il prend aussi la 8e place de la coupe du monde.
En 2024, il se classe à nouveau 8e de la coupe du monde.
En 2025, il termine au 6e rang de la coupe du monde avec notamment deux 4e places à Salla.

## Palmarès

### Championnats du monde S1
| Édition            | Classement |
| ------------------ | ---------- |
| Mondiaux 2022 Vars | 13e        |
| Mondiaux 2023 Vars | 13e        |
| Mondiaux 2024 Vars | 15e        |
| Mondiaux 2025 Vars | 16e        |

### Coupe du monde (Speed One)
- Meilleur classement général : 5e en 2022.
- Meilleur résultat sur une épreuve : 3e le 11 février 2022 à Salla

| Saison | Classement | Points |
| ------ | ---------- | ------ |
| 2018   | 43e        | 13     |
| 2019   | 30e        | 28     |
| 2020   | 9e         | 140    |
| 2021   | 7e         | 94     |
| 2022   | 5e         | 286    |
| 2023   | 8e         | 126    |
| 2024   | 8e         | 84     |
| 2025   | 6e         | 220    |

### Championnats du Monde Junior
| Édition                   | Classement |
| ------------------------- | ---------- |
| Mondiaux 2015 Grandvalira | 8e         |
| Mondiaux 2017 Idrefjäll   | Or         |
| Mondiaux 2019 Vars        | Or         |

### Coupe du Monde Junior
| Saison | Classement |
| ------ | ---------- |
| 2015   | 3e         |
| 2016   | 3e         |
| 2017   | 1er        |

### Championnats de France S1
| Édition             | Classement |
| ------------------- | ---------- |
| 2022 Vars           | Bronze     |
| 2023 Gavarnie-Gèdre | Bronze     |

### Record personnel
- S1: 243,440 km/h en mars 2023 à Vars
- SDHJ : 194,310 km/h en mars 2017 à Vars